# Homam
Homam (ζ Pegasi / ζ Peg / 42 Pegasi) es una estrella de magnitud aparente +3,40 en la constelación de Pegaso. Su nombre, escrito también como Homan o Humam, es de origen árabe; esta estrella y ξ Pegasi eran conocidas por los antiguos árabes como «las estrellas de la suerte del héroe». 
Homam es una estrella blanco-azulada de tipo B8V distante 209 años luz del sistema solar. Con una temperatura superficial de 11 190 K, es 227 veces más luminosa que el Sol. Tiene un radio 4 veces más grande que el radio solar y una masa comprendida entre 3,3 y 3,5 masas solares, lo que concuerda más con una subgigante que con una estrella de la secuencia principal. Su edad se estima en 260 millones de años. Como otras estrellas B, posee una metalicidad inferior a la solar, aproximadamente el 40 % de la misma. Su velocidad de rotación es de al menos 140 km/s, dando lugar a un período de rotación igual o inferior a 1,4 días.
Es una estrella variable pulsante lenta —semejante a 53 Persei— cuyo brillo muestra una pequeña oscilación de 0,00049 magnitudes en un período de 22,95 horas.
Se piensa que Homam forma un sistema binario con una estrella de magnitud 11 visualmente a 177 segundos de arco. La acompañante es una enana naranja de tipo K6 separada al menos 11 000 UA de la estrella principal. Una tercera estrella a 61 segundos de arco de Homam parece no estar físicamente relacionada con ella.